# مايك سوجورنر
مايك سوجورنر (بالإنجليزية: Mike Sojourner)‏ مواليد 16 أكتوبر 1953 في فيلادلفيا، هو لاعب كرة سلة أمريكي معتزل. بدأ مسيرته الاحترافية في سنة 1974. تم اختياره من قبل فريق أتلانتا هوكس خلال الدرافت. حمل الرقم 40. يبلغ طوله 6 قدم 9 بوصة (2.1 م). اعتزل اللعب في 1977. أحرز خلال مسيرته في الإن بي إيه 1658 نقطة بمعدل 8.7 نقاط في المباراة الواحدة.

## روابط خارجية
- مايك سوجورنر على موقع إن بي أي (الإنجليزية)
- مايك سوجورنر على موقع سبورتس رفرنس (الإنجليزية)
- مايك سوجورنر على موقع كلية كرة السلة في سبورتس رفرنس.كوم (الإنجليزية)
- مايك سوجورنر على موقع ريلجم (الإنجليزية)
- مايك سوجورنر على موقع بروبوليرز (الإنجليزية)